# 11604 Novigrad
11604 Novigrad este un asteroid din centura principală de asteroizi.

## Descriere
11604 Novigrad este un asteroid din centura principală de asteroizi. A fost descoperit pe 21 octombrie 1995 la Višnjan de Korado Korlević și V. Brcić. Asteroidul prezintă o orbită caracterizată de o semiaxă mare de 2,98 ua, o excentricitate de 0,02 și o înclinație de 8,5° în raport cu ecliptica.